# 러시아 요리

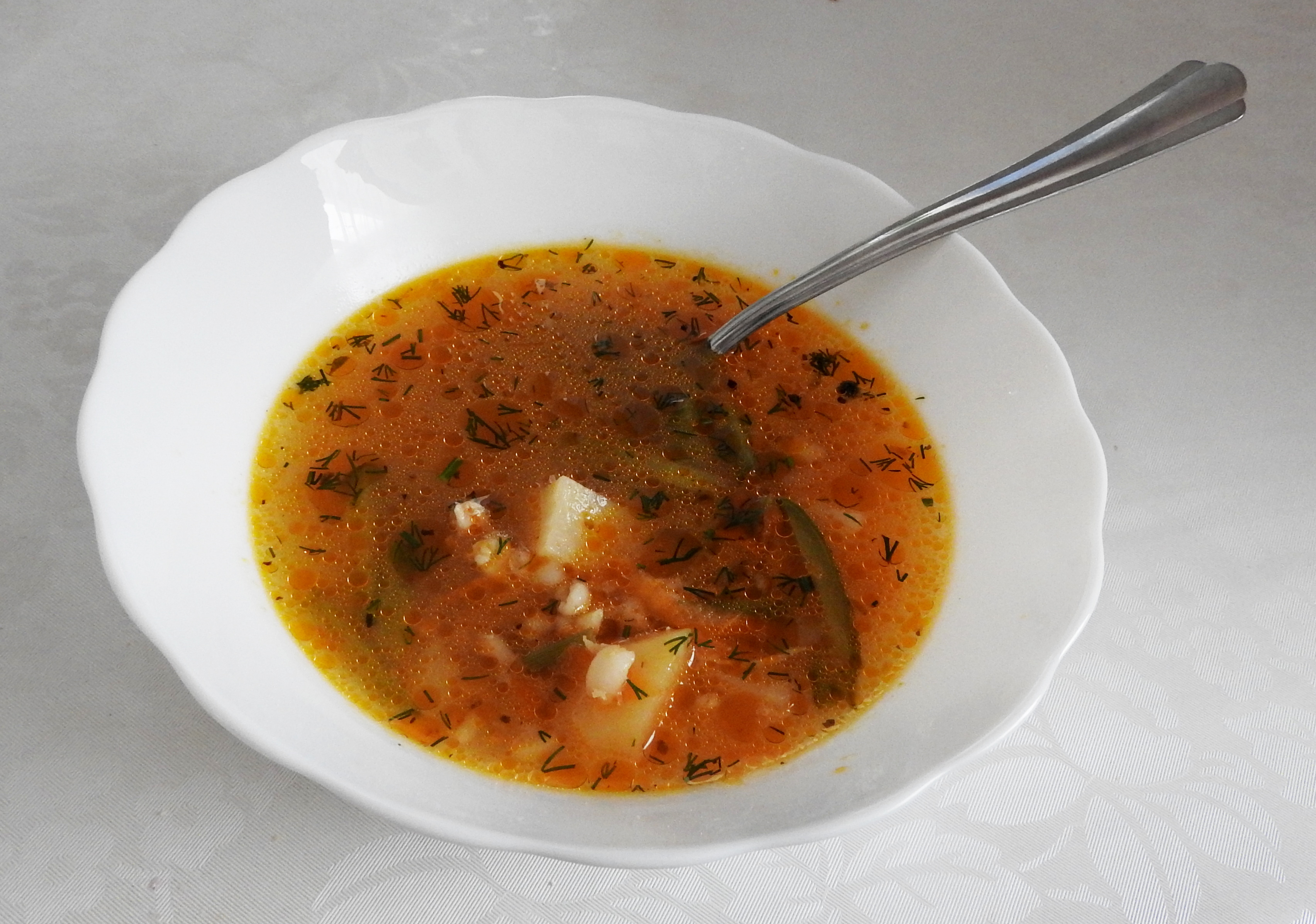
시

러시아 요리(Russia 料理, 러시아어: Русская кухня 루스카야 쿠흐냐[*])는 러시아의 요리이다. 러시아 고유의 요리 이외에도 불가리아, 헝가리, 에스토니아, 핀란드 등의 영향을 받은 것과 북아시아, 서아시아(카프카스, 터키, 키프로스, 이란, 아프가니스탄), 중앙아시아 등의 영향을 받은 것이 있다. 러시아 음식 문화는 동슬라브족 전통의 음식문화에 몽골인과 타타르인, 핀족, 발트족, 루스인, 바랑기아인, 킵차크인, 노르드인 등의 여러 민족들의 영향을 받아 매우 복합적이고 다국적인 특징을 가지고 있다. 추운 날씨와 식물이 거의 제대로 자라기 힘든 척박한 환경으로 인해 요리의 거의 대부분이 고열량 음식이며, 기후와 땅의 영향으로 인해 육류를 이용한 음식들이 많다.
대표적인 음식으로는 동슬라브족 전통 음식인 러시아식 수프 보르시(borscht, 원어 Борщ)와 러시아식 팬케이크 블리니(blini) 등이 있다. 중앙아시아와 서아시아, 핀족식의 음식으로는 러시아어로 '꼬치구이'를 의미하는 꼬치구이 요리인 샤슬릭(shashlik, 원어 шашлык), 러시아식 만두인 펠메니 등이 있다.

## 경제와 특징[3][4]
러시아 음식의 역사는 10세기 경으로 거슬러 올라가며, 특히 15세기 무렵부터 더욱 다양해지기 시작했다. 국토 내에 강과 호수, 숲이 많은 지역적 특성으로 인해 러시아 음식에서는 생선, 각종 베리들, 버섯 등을 재료로 하는 것이 많다.
러시아의 속담에서도 음식에 관한 것이 많이 등장하는데, 그 중 «Каша - матушка наша, а хлебец ржаной - отец наш родной»는 한국어로 옮기면 '카샤는 우리의 어머니이고 우리의 아버지는 빵이다.'라고 한다.
러시아 역사 초반 무렵에는 면(лапша), 펠메니, 바레니키(вареники), 갈색 호밀빵(черный ржаной хлеб) 등을 주로 먹었으며, 9세기 경에는 순무 (репа), 양배추 (капуста), 래디시 (редька), 완두콩 (горох), 오이 (огурцы)가 주 요리 재료로 이용되었다.
당시 러시아에서는 이러한 재료들을 생으로 먹거나, 삶고, 찌고, 절이는 등의 방식을 통해 먹었다. 감자는 18세기에 이를 때까지는 등장하지 않았으며 19세기에 처음으로 토마토를 사용하기 시작했다.
러시아 음식들은 독특한 재료를 사용하는 것 뿐만 아니라 요리 과정에서 독특한 스토브 (в русской печи)를 사용한다는 점에서 다른 나라의 요리들과 차별화된다. 이를 이용하여 빵을 굽고 맥주와 크바스를 발효시키며, 스토브 위에서는 음식을 말리기도 한다.

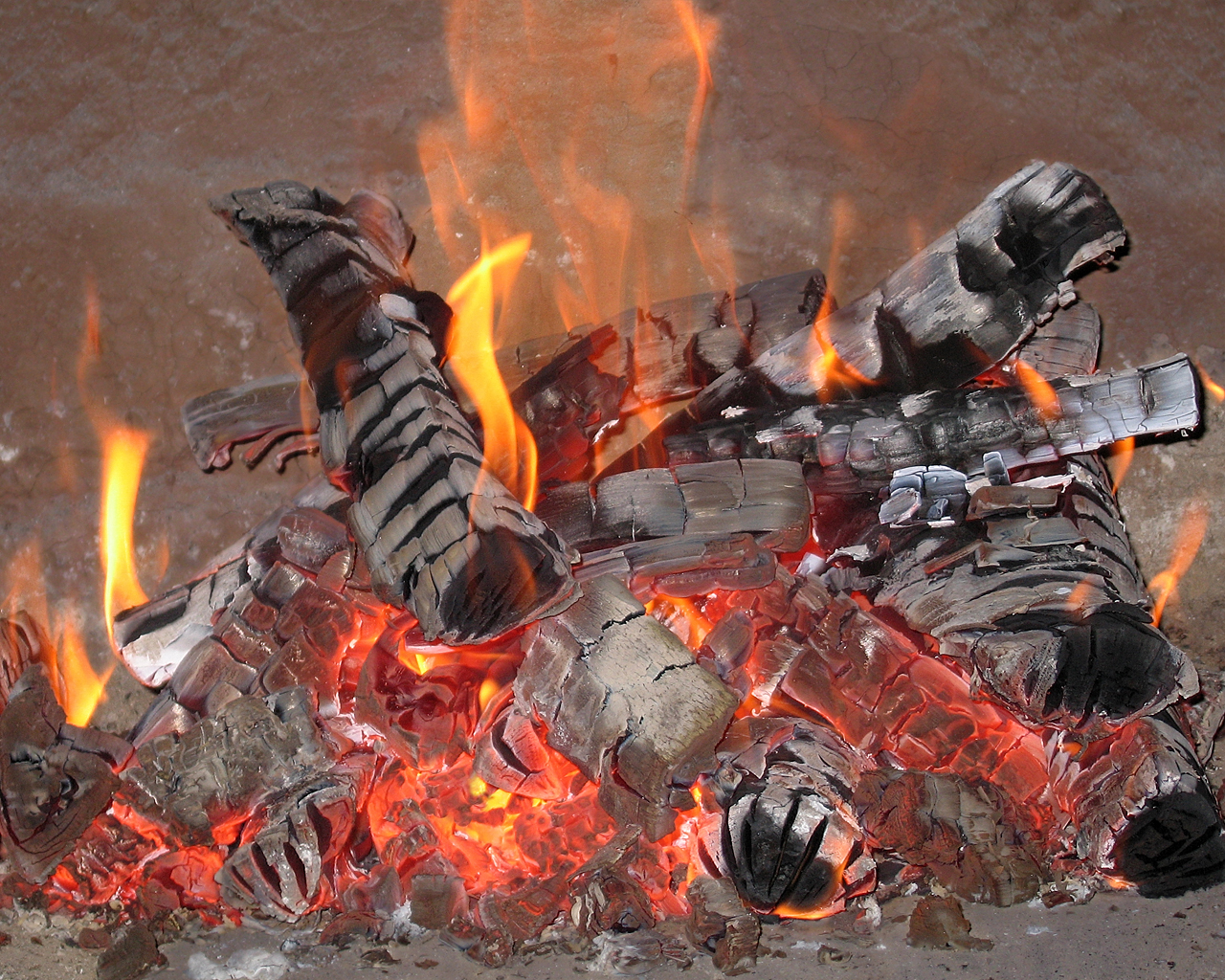
스토브

또한, 러시아에서는 이를 이용하여 집을 데우기도 한다. 러시아 스토브는 음식을 골고루 익힐 수 있어 음식의 질을 향상시킨다. 그러나 이는 이제 더 이상 사용되지 않고 있으며 시골 지역에서도 찾아볼 수 없다.
에피타이저가 매우 다양하다는 것 또한 러시아 음식의 특징적인 요소 중 하나이다. 에피타이저로는 보통 캐비어를 넣은 팬케이크, 자우어크라우트, 절인 야채 등을 먹는다.
러시아의 전통적인 식사는 세 요리로 구성된다. 먼저 곡물과 채소를 넣은 고기 수프 (보르시, 솔랸카, 시 등)를 꼽을 수 있고, 두 번째로는 감자, 파스타, 찐 양배추 등의 가니시를 넣은 고기 혹은 생선 요리가 있으며, 마지막으로는 콤폿, 키슬, 주스 등의 음료가 있다. 또한, 식사 동안 빵은 내내 식탁 위에 올라와 있다.

## 요리 재료
러시아의 추운 기후적 특성으로 인해 많은 경우 요리 재료들은 해외 수입에 의존한다. 러시아 세관은 이에 관한 새로운 법령을 창시하였으며 만약 이 법령이 발효될 경우, 과일, 채소, 고기 등의 재료를 밀수입하는 행위는 7년 징역형을 받을 수 있다.
최근 이러한 음식 수입 문제가 불거지면서 약 470톤에 달하는 치즈를 밀수한 업자들이 체포되는 등 규제가 더욱 강화되고 있다.

### 러시아 요리의 재료
- 사탕무
- 캐비어

## 동슬라브 계통의 음식문화

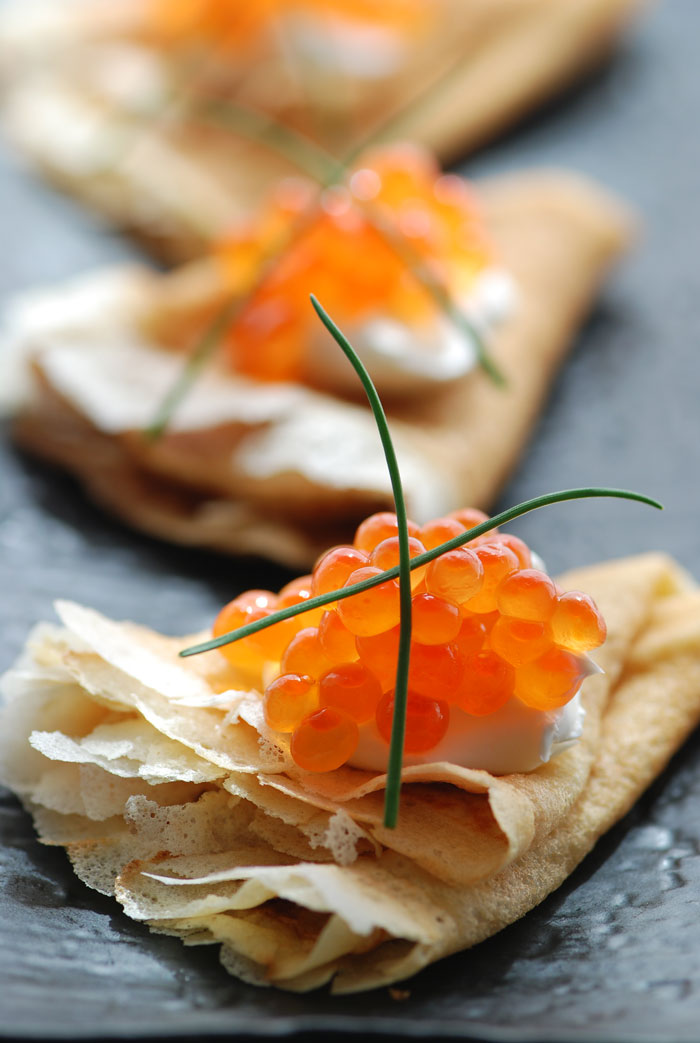
블리니

러시아인의 선조인 동슬라브족이 생활했던 자연 환경은 동유럽 대평원의 숲 지대였다. 따라서 숲의 나무를 베어 내어 태워서 경작하고, 사냥과 어로와 함께 숲이 제공하는 생산물을 채집하는 것을 통한 식생활 문화가 발달해 빵과 소금이 중요한 음식이었고 ‘빵과 소금(Соль хлеб)’이 손님을 환대한다는 뜻으로도 사용된다.
또한 러시아인의 일상적인 음식 가운데 블리니는 동슬라브족들이 이교도 시절에 종교 의식에 사용하던 음식으로서 ‘태양, 좋은 날, 풍작, 행복한 결혼, 건강한 아이들’의 상징으로 보았고 러시아판 사육제인 마슬레니차 동안에 반드시 대접해야 했던 음식이다.
고대로부터 러시아에서는 구운 빵뿐만 아니라 빵을 만드는 곡물 자체를 ‘흘렙(khleb)’이라고 하는데, 밀로 만든 빵은 종종 진미로 활용되었으며, 매일 주식으로 먹었던 빵은 호밀로 만들었다. 빵은 소금과 함께 모든 길흉사에 동반되었다.

## 중앙아시아와 코카서스 계통의 음식문화
러시아 음식은 중앙아시아와 코카서스(혹은 카프카스) 지역 문화의 영향도 많이 받았다. 중앙아시아는 투르크메니스탄, 카자흐스탄과 키르기스스탄 등지를 의미하고, 코카서스 지역은 카스피해 건너편의 조지아, 아르메니아 일대를 일컫는다.
이쪽 지역의 영향을 많이 받은 대표적인 음식이 꼬치 요리인 샤실리크이다.

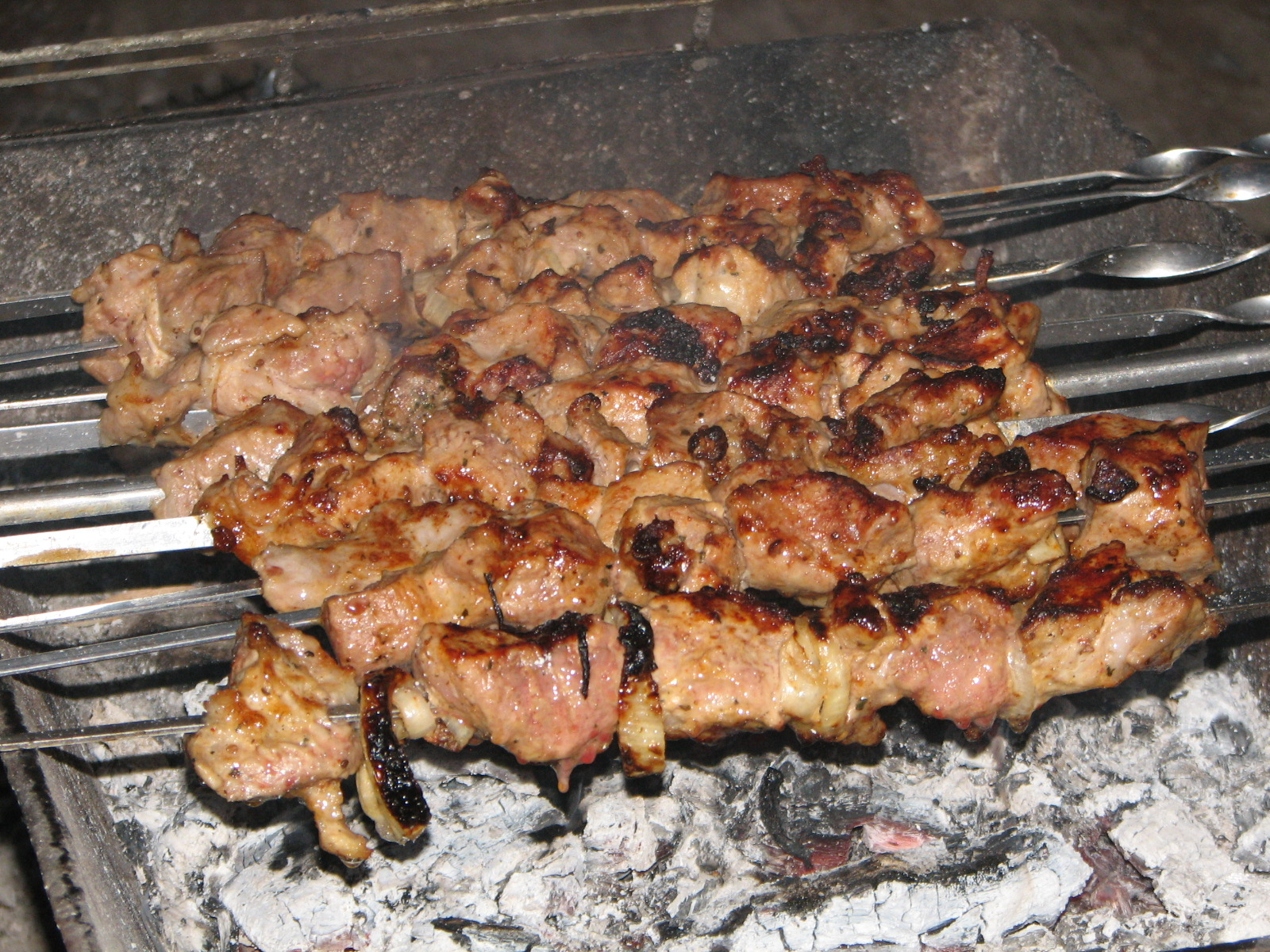
샤실리크

샤실리크라는 이름은 크림반도 지역의 언어인 코작지역에서 16세기부터 사용되었으나, 러시아로 본 음식이 들어온 것은 19세기 말엽이라고 한다.
본래 중앙아시아 지역에서는 이 음식을 시시 케밥(şiş kebap, shish kebab)이라고 불렀다.
이들은 양을 많이 키우는 유목민답게 양고기 꼬치로 해먹었으나, 러시아로 넘어오고 나서는 쇠고기, 염소고기, 닭고기, 양고기, 생선 등의 다양한 형태로 발전되어 즐겨 먹고 있다.
오늘날에는 식당에서도 샤실리크를 찾을 수 있지만, 러시아인들은 실제로는 길거리 음식으로 샤실리크를 즐겨 먹는다. 또한, 야외 모임에서도 즉석에서 구워 먹기도 한다.
한편, 샤실리크는 또다른 중앙아시아 계통 음식과 함께 먹기에 궁합이 좋다고 알려져있다. 라바쉬(lavash)라는 납작한 빵인데, 바로 코카서스 지역의 아르메니아에서 처음 만들어졌다고 알려졌다.

## 차 문화

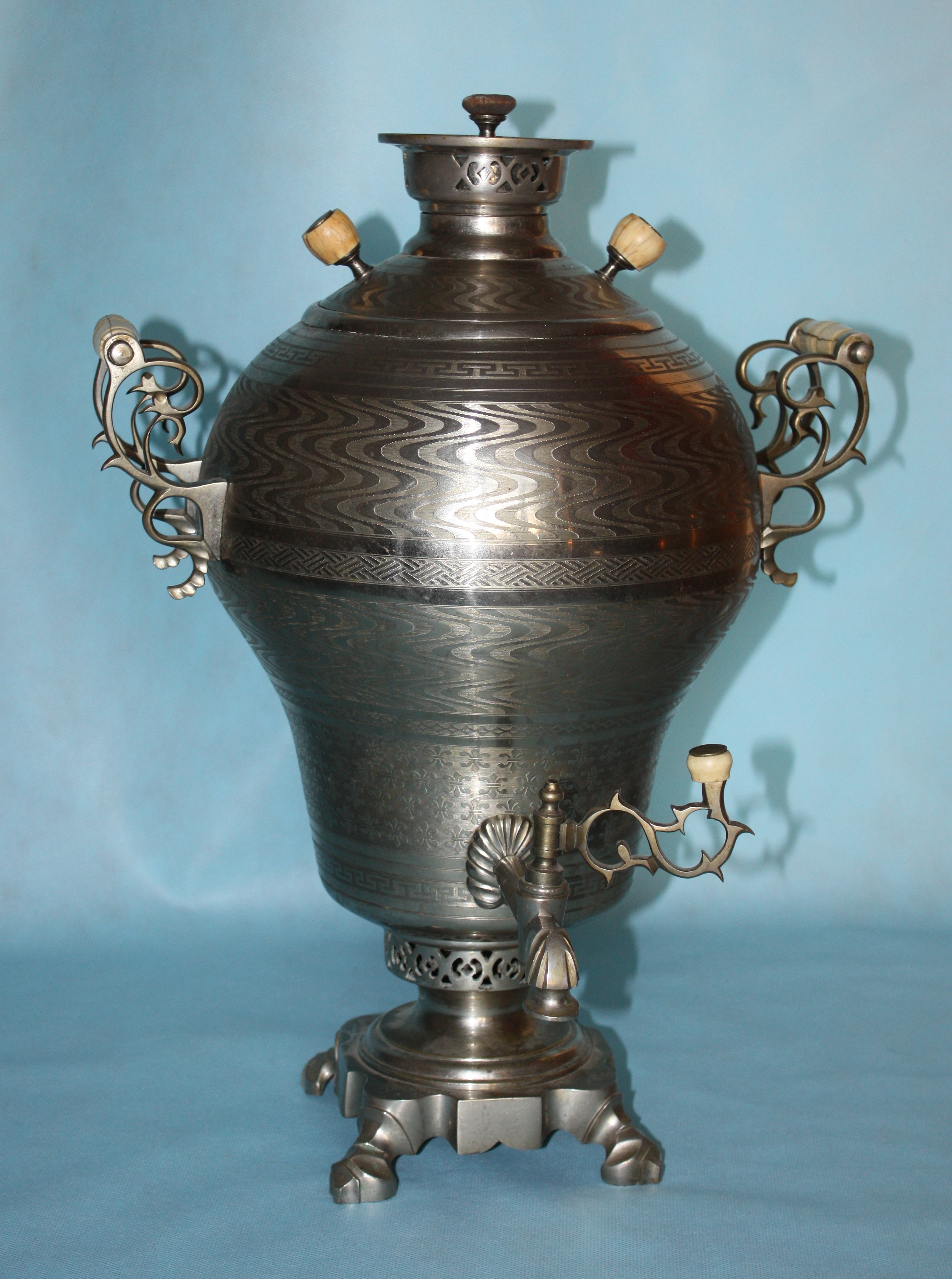
사모바르

1638년 몽골 사절단이 차르 미하일 로마노프에게 보내준 선물로써 차 200봉지를 가져온 것이 러시아인이 차를 알게 된 계기였다. 러시아는 1689년 중국과 네르친스크 조약이 체결 이후 중국으로부터 차를 수입하기 시작하였고 당시 차는 주로 병을 고치는데 사용되었다.
차 마시는 습관의 확대와 함께 스스로(sam) 끓는다.(varit’)에서 그 이름이 유래한 사모바르(samovar)의 사용도 한층 보편화되었다. 2) 19세기를 통해 점차 하층 계급에게도 일상적인 일이 되었다.
러시아인들의 차 마시는 관습에는 별다른 데가 있다. 사모바르가 가정의 중심으로 안람함과 행복의 상징으로 여기면서 찻잔에 설탕을 넣지 않고 먼저 설탕 덩어리를 입에 넣고 찻물을 목으로 흘려 보내는 방식(vprikusku)을 갖고 있다.

## 술 문화

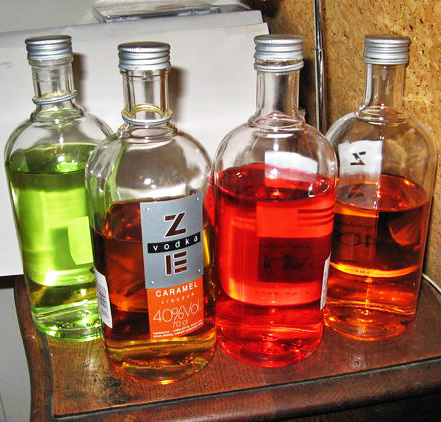
보드카

일반적으로 러시아에서는 보드카와 같은 높은 도수의 술을 마시는 것으로 알려져 있다. 거의 대부분의 러시아 보드카는 알코올 도수가 40%를 넘을 정도로 독한 편이다.
러시아 보드카는 전분이나 설탕을 포함한 작물을 이용해 만든다. 오늘날에는 수수, 옥수수, 호밀, 밀과 같은 곡물들로도 만들고 있다. 이러한 곡물들로 밀술을 증류한 뒤 활성탄으로 여과하여 냄새와 맛을 없앤다.
최근 세계보건기구(WHO)에 따르면 러시아의 연간 알코올 섭취량은 15.7L로 세계 4위에 해당되며, 음주로 인한 사망률은 남성 20%, 여성 6%에 육박하여 세계 1위를 차지했다. 이처럼 춥고 척박한 러시아의 고유한 문화로 알려진 높은 도수 중심의 술 소비는 이미 알코올 중독으로 인한 건강 문제라는 사회적 문제로 여겨지고 있다.
러시아 정부는 이에 2012년부터 주류세를 20% 인상했고, 최저판매가격(0.5L당 89루블, 약 3.2달러)을 지정했다. 이러한 주류세는 차츰 인상되고 있으며, 광고 금지, 음주금지지역 확대, 키오스크(자판기)를 통한 주류 판매 금지 등 추가 법안들이 마련되면서 러시아의 음주량은 점차 줄고 있는 상태이다. 이 때문에 러시아의 보드카 산업은 사양되고 있는 실정이다.
이러한 추세는 러시아에서 많이 먹는 술을 보드카에서 맥주로 전환시키고 있다. 맥주 역시 러시아 정부의 주류세 인상을 비롯한 기타 음주 관련한 법안의 영향을 받고는 있지만, 음주에 따른 건강 문제에 대한 러시아 국민들의 공감대는 비교적 낮은 도수인 맥주 선호도를 높이고 있다. 특히 최근 10년간 러시아에서는 맥주 가게의 새로운 형태인 ‘마이크로 브루어리 펍(Micro Brewery Pub, 소규모 생맥주 양조주점)’이 등장하고 발전했다. 마이크로 브루어리 펍은 중소 규모 지역 양조업자의 생맥주를 판매하는 주점으로 다양하고 신선한 맥주를 즐길 수 있다.
또한 러시아는 음주 문제를 해결하기 위한 방법으로 와인산업의 장려를 제시하기도 했다. 수입 와인의 관세를 낮추고 자국 내 와인 산업을 육성하여 국가적으로 낮은 도수의 술을 권장하려 한 것이다. 러시아 내 2009년 대비 2010년 와인 소비량은 26.6%가 증가하며 이러한 추세를 반영하고 있다.

## 샐러드

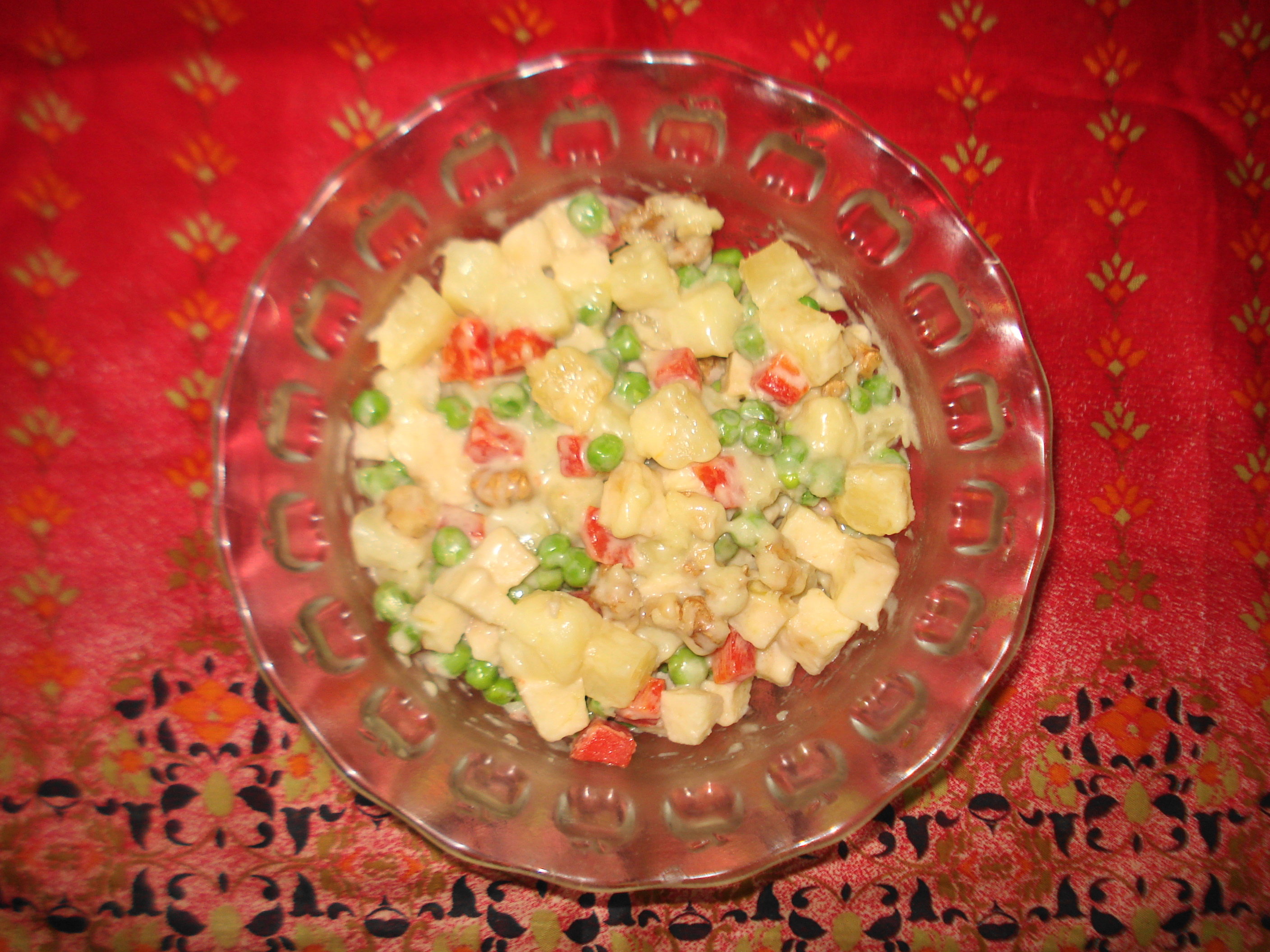
Russian Salad.

19세기 초반까지도 샐러드는 거의 없었던 것으로 보인다. 제일 처음 등장한 샐러드들은 특정 채소만을 중점적으로 사용한 것이었으며 그 때문에 감자 샐러드 (картофельный), 오이 샐러드 (салат огуречный), 양배추 샐러드 (салат капустный) 등으로 이름지어졌다.
이후 샐러드 레시피는 보다 다양하고 복잡해졌으며 다양한 채소, 생선, 고기 등을 동시에 이용한 요리들이 등장하였다. 또한 샐러드의 이름도 흥미로운 것들이 등장하기 시작했다. 바다의 보석(Морская жемчужина)이나 봄 (Весна), 건강(Здоровье)들은 이후 새로이 붙여진 샐러드 이름들이다.

## 수프
수프는 러시아 음식에 있어서 중요한 역할을 한다. 18세기와 20세기에 걸쳐서 유럽사람들과 중앙아시아인들의 주식이었던 맑은 수프, 퓨레로 된 수프, 스튜 같은 것들을 바탕으로 현재 전통 수프인 보르쉬, 쉬, 우하, 라소르닉, 솔랸까, 바트비냐, 아끄로쉬까, 튤라로 발전했다.
러시아 수프는 크게 7가지로 구분 할 수 있다.
1. 튤라, 아끄로쉬까, 바트비냐와 같은 크바스를 바탕으로한 냉장수프
2. 스위콜닉과 같이 물과 야채를 기반으로 한 맑은 수프와 스튜
3. 고기, 버섯 그리고 우유가 들어간 국수가있는 수프
4. 시와 유사한 양배추를 기반으로 한 수프
5. 짭잘하고 신 고기를 재료로한 신 수프
6. 우하와 같이 생선수프
7. 곡물과 야채기반의 수프

### 차가운 수프

#### 아끄로쉬까
아끄로쉬까는 우유와 크바스(호밀로 만들어진 발효음료)로 만들어진 차가운 수프이다. 동시에 샐러드로 먹을 수도 있다. 주된 재료는 1:1의 비율로 차가운 삶은 고기 또는 생선과 함께 섞일 수있는 두종류 이상의 야채이다. 따라서 아끄로쉬까는 야채, 육류, 닭고기와 생선류들로 만들 수 있다. 아끄로쉬까의 야채는 일반적으로 두종류로 볼 수 있다. 첫 번째는 삶은 감자, 순무, 당근 혹은 신선한 오이와 같이 재료 본연의 맛을 갖고있는 수프이다. 두번째는 녹색 양파와 딜, 파슬리, 차빌, 셀러리를 사용하여 맵게 하는 것이 있다. 가장 일반적인 재료는 소고기와 닭고기이다. 생선으로 만들경우에는 농어, 대구와 같이 간이 되어있지 않는 생선을 사용해야한다. 일반적으로 마시는 크바스보다 더 신 흰색 크바스를 사용하기도 한다. 신 우유를 바탕으로 만들어질 때에는 천연 신 우유와 물과 마늘이 사용된다.

#### 튤라
튤라는 아끄로쉬까와 유사하다. 차이점이라면 야채 대신 크바스에 담겨져 있는 빵을 사용한다. 역사적으로 러시아 혁명과 세계 대전과 같이 험난한 시기에 대부분의 가난한 러시아 농부들의 주식이었다. 또한 종교적 금식기간에 이루어지는 식사에 많이 먹었다.

#### 바트비나
바트비나는 또 다른 스타일의 수프이다. 수프의 이름이 잎이 많은 채소류라는 의미를 가지고 있는 것처럼 야채가 많이 들어가 있다. 개인의 기호에 따라 겨자, 마늘, 고추냉이 등이 추가되기도 한다.

### 뜨거운 수프

#### 쉬
쉬는 양배추 수프로써 1000년동안 러시아 요리의 첫번째 코스의 대명사였다. 쉬를 요리하는데 경제적인 부는 필요가 없었다.              가난한 사람과 부자 모두가 똑같이 양배추와 양파를 이용한 전통요리이기 때문이다. 이 양배추 수프의 독특한 맛은 조리후에 생기는데 이는 러시안 난로로부터 나온 것이다. 쉬는 다양한 재료가 들어가지만 양배추와 신 요소(스메타나, 사과, 사우어크라프트, 피클물)은 필수요소이다. (양배추, 고기 (극히 드물긴 하지만 생선이나 버섯), 당근, 바질이나 파슬리 뿌리, 매운 채소(양파, 셀러리, 딜, 마늘, 후추), 신 요소(스메타나, 사과, 사우어크라프트, 피클물))
이 수프가 제공될 때엔 항상 스메타나가 같이 나온다. 러시아식 식빵인 흘렙과 같이 먹기도 한다. 동방정교회에서는 고기와 유제품이 금욕기간 동안 못 먹기 때문에, 그 시기동안에는 채식주의 버전으로 먹는다

#### 보르시
보르시는 보통 사탕무를 넣고 끓여 강한 붉은색을 띠는 수프 요리로, 기름기를 띄며 신맛이 강하다. 원래는 데워서 제공되지만, 여름에는 시원하게 제공되기도 한다. (사실 그냥 사탕수수 넣고 안 끓임)

#### 우하
우하는 따뜻한 생선 수프이긴 하지만 정확히 생선수프는 아니다. 우하라는 명칭은 17세기 말에서 18세기 초 사이에 불리게 되었다. 그 전까지는 한가지 재료로 만든 수프를 의미하였으나 15세기서부터 생선이 보급화 됨에 따라 우하는 생선으로 만든 수프란 뜻을 가지게 되었다. 최근에는 감자와 다른 야채를 이용한 수프가 많아졌다. 전통적으론 러시아의 다양한 민물고기가 사용된다.

#### 라쏠니크
라쏠니크는 짜고 신 오이를 기반으로 한 따뜻한 수프다. 이 요리는 러시아 요리중에 가장 늦은 19세기에 탄생했다. 이시기에 라쏠니크라는 이름이 만들어졌는데, 러시아어에서 라쏠은 소금물(피클 물)을 의미한다. 피클 물은 15세기 후반부에 러시아에서 수프를 만드는 기본적인 재료로 인식되어 있었다. 이것과 다른 수프 구성요소와의 다양한 조합은 솔랸까, 쉬, 라쏠니크와 같이 많은 수프를 탄생시켰다. 최근에는 오이절임을 기반으로 한 시고 짠 수프가 일반적이다. 채소뿐만 아니라 송아지 고기, 소의 간이나 모든 가금류의 곱창이 들어가기도 한다. 가장 좋은 맛을 위해선 신 부분과 야채사이의 균형이 중요하다. 일반적인 라쏠니크는 간, 염수와 피클 물, 야채, 보리를 기반으로 만들어진다.

#### 라프샤
라프샤는 몽골인들이 먹던 것으로부터 유래되어서 현재 러시아에서 대중적인 수프가 되었다. 닭고기, 버섯, 우유가 주재료이다. 조리하는 법은 닭고기, 버섯, 우유를 끓인 후 미리 준비한 국수를 넣어서 살짝 끓이면 된다. 국수는 밀가루나 메밀 혹은 이 두 가지를 혼합한 것으로 먹는다. 밀가루와 메밀의 혼합된 국수의 경우 버섯과 우유를 더 맛있게 만들어 주는 역할을 한다.

#### 쏠랸까
쏠랸까는 러시아와 다른 구 소련지역에서 보편적으로 볼 수 있는 진하고 매운 수프이다. 쏠랸까의 주재료는 고기, 생선, 버섯이다. 이 세가지를 염수, 양배추, 소금에 절인 버섯, 딜 그리고 스메타나(사워크림)를 넣는다.
- 고기 쏠랸까
- 생선 쏠랸까
- 버섯 쏠랸까

## 기타
유명한 러시아요리는 중앙아시아에서 온 샤슬릭(고기꼬치), 피로시키(러시아만두)가 유명하다. 자쿠스카(캐비어를 많이 넣은 러시아식 오브되브르), 술은 보드카, 크바스(맥주 유사한 술), 코냑, 포도주가 유명하고, 그 밖에도 홍차에 잼을 넣은 것도 있다.
- 샤슬릭
- 피로시키
- 세랸카
- 블리니

## 영향
원래는 화려했으나 현대의 레스토랑에서는 간소하다. 러시아요리는 귀족적, 서민적인 음식의 차이가 있다. 북쪽에는 재료가 별로 많지 않고 남쪽에는 과일·채소 등이 풍부하나, 전국적으로 생채소가 적어서 양배추·토마토·감자·양파·당근·사탕무·오이와 같은 저장채소나 염장채소를 많이 쓴다.

## 같이 보기
- 동유럽 요리
- 슬라브 요리